# Ganjam (distrikt)
Ganjam är ett distrikt i indiska delstaten Odisha, vid Bengaliska viken. Areal 8 033,391 km², med en folkmängd 2001 på 3 136 937 invånare. Befolkningen är till största delen oriyatalande hinduer. Ris är huvudprodukten. 
Distriktets förvaltning fanns till 1855 i staden Ganjam, sedan i Gopalpur, Berhampur och slutligen Chatrapur. En administrativ reorganisering skedde 1 april 1936, varvid det nya distriktet flyttades från presidentskapet Madras till Orissa.
Följande samhällen finns i Ganjam:
- Brahmapur
- Hinjilikatu
- Āsika
- Chatrapur
- Bhanjanagar
- Polasara
- Sorada
- Purushottampur
- Buguda
- Kodala
- Khallikot
- Ganjam
- Rambha
- Digapahandi
- Chikitigarh
- Belaguntha
- Gopālpur